# Jakub Antonín Zemek
Jakub Antonín Zemek (15. července 1914 Vlčnov – 26. června 1989) byl převorem dominikánského kláštera ve Znojmě. Během komunistického režimu byl odsouzen k 18 letům vězení, z nichž si 12 odpykal v nejtěžších žalářích té doby, např. v Jáchymově nebo Leopoldově.

## Život
Jakub Zemek složil řádové sliby 28. září 1932 v Olomouci, na kněze byl vysvěcen 5. července 1937. Poté působil jako kazatel a lidový misionář. Takto přišel i do Znojma zabraného v důsledku Mnichovské dohody nacistickým Německem. Brzy se zde stal objektem nenávisti mnohých fanatických znojemských Němců. Trnem v oku jim byl zejména pro svá odvážná kázání v kostele sv. Michala, ve kterém se nebál zdůraznit, že spásu nelze hledat v kříži hákovém, ale pouze Kristově.
I v letech nacistické okupace pomáhal lidem v ohrožení, podílel se např. na ukrývání manželky poúnorového ministra obrany a pozdějšího prezidenta Ludvíka Svobody. Byl vyznamenán jako pracovník protinacistického odboje.
Po únoru 1948 se Zemek stal vůbec prvním komunisty zatčeným knězem. V té době pomohl k útěku do svobodného světa řadě osob, včetně spisovatele Jiřího Kovtuna nebo členů rodiny hraběte Belcrediho z Líšně a Jimramova. Uprchlíkům vydával pro první okamžiky v exilu doporučení pro františkánský klášter ve Vídni. Ve svých kázáních také otevřeně pranýřoval aroganci komunistů i jejich machinace s volebními výsledky ve volbách 30. května 1948.
Ve vyšetřovací vazbě se tak ocitl již 28. června 1948. Soudní líčení se konalo 23.-24. září téhož roku před Krajským soudem v Brně. Oficiálně bylo převoru Zemkovi kladeno za vinu, že spolu s římskokatolickým knězem v Dyjákovičkách Jaroslavem Starkou vedl ilegální převaděčskou skupinu napomáhající k přechodům do Rakouska osobám, které pak měly proti republice páchat záškodnickou činnost. Za zločin vojenské zrady a zločin přípravy úkladů o republiku byl převor Zemek odsouzen na 18 let.
Během věznění se v roce 1954 v pracovním táboře Nikolaj u Jáchymova setkal např. s Václavem Vaškem. „Měl žaludeční vředy a hodně trpěl. Přesto se snažil, aby to na něm nebylo znát, a všude kolem sebe roznášel dobrou náladu," píše Vaško.
P. Zemek byl propuštěn na amnestii po 12 letech v květnu 1960. Pod dohledem Státní bezpečnosti však zůstal po zbytek života. Zemřel v předvečer pádu komunistické moci v červnu 1989.